# Schloss Ochsenburg
Das Schloss Ochsenburg ist ein Schloss in St. Pölten. Es steht auf einem rund 30 Meter hohen Felsvorsprung am rechten Ufer der Traisen im südlichsten St. Pöltner Stadtteil Ochsenburg.

## Geschichte
Die mittelalterliche Burg der Herren Ochsenburger wurde im Laufe des 16. Jahrhunderts zu einem Schloss im Stile der Renaissance umgebaut. Der barocke Südtrakt wurde vermutlich unter Jakob Prandtauer erst um 1698 errichtet. Im 18. Jahrhundert wurde die Nikolauskapelle im Schloss neu ausgestaltet, hier war Martin Johann Schmidt maßgeblich beteiligt.
Das Schloss war von 1383 bis 1530 im Besitz des Chorherrenstiftes St. Pölten. Die Lassberger waren dann bis 1675 die Eigentümer, es folgten dann die Herren von Leisser. 1699 wurde es vom Stift unter Propst Christoph Müller wieder angekauft. Im Zuge der Josephinischen Reformen wurde 1784 das Stift St. Pölten aufgelöst und das Schloss wurde dem niederösterreichischen Religionsfonds zugeschlagen. 1785 bekam die neuerrichtete Diözese St. Pölten das Nutzungsrecht. Im Zweiten Weltkrieg wurde das Schloss als Lazarett genutzt und verfiel anschließend. Seit der Renovierung diente das Schloss den St. Pöltner Bischöfen als Sommersitz. 2010 wurde bekannt, dass die Diözese St. Pölten das Schloss Ochsenburg um etwa drei Millionen Euro zum Verkauf anbietet. Weil sich bis Mitte 2011 noch kein Käufer fand, wurde bekanntgegeben, dass das Schloss renoviert wird und für Feiern gemietet werden kann. Es wird jedoch weiterhin ein Käufer gesucht.
Das Schloss und der unmittelbar östlich daneben befindliche Gutshof stehen unter Denkmalschutz.

## Galerie

Die Ochsenburger Brücke vor dem Schloss Ochsenburg
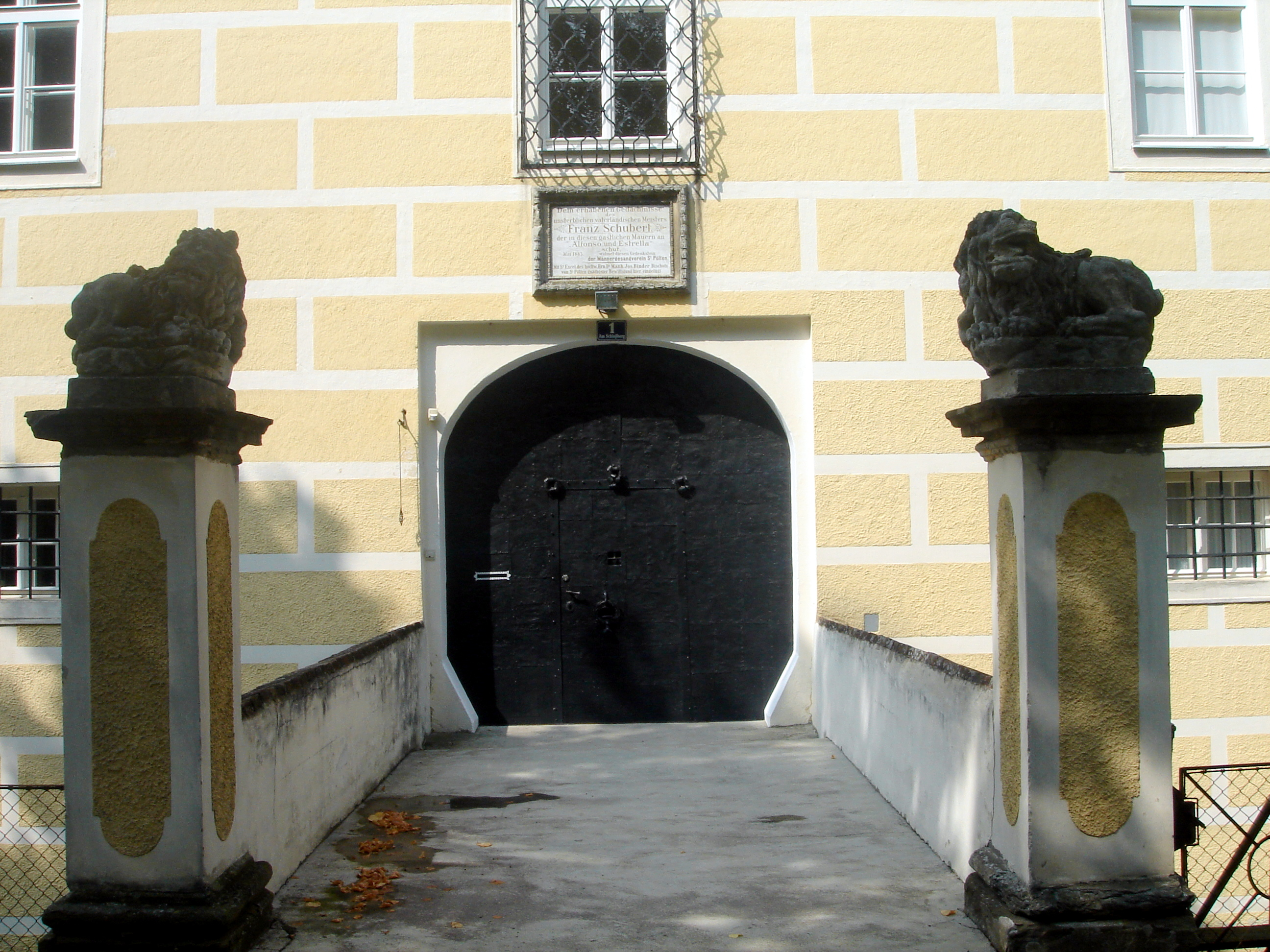
Der Eingang des Schlosses
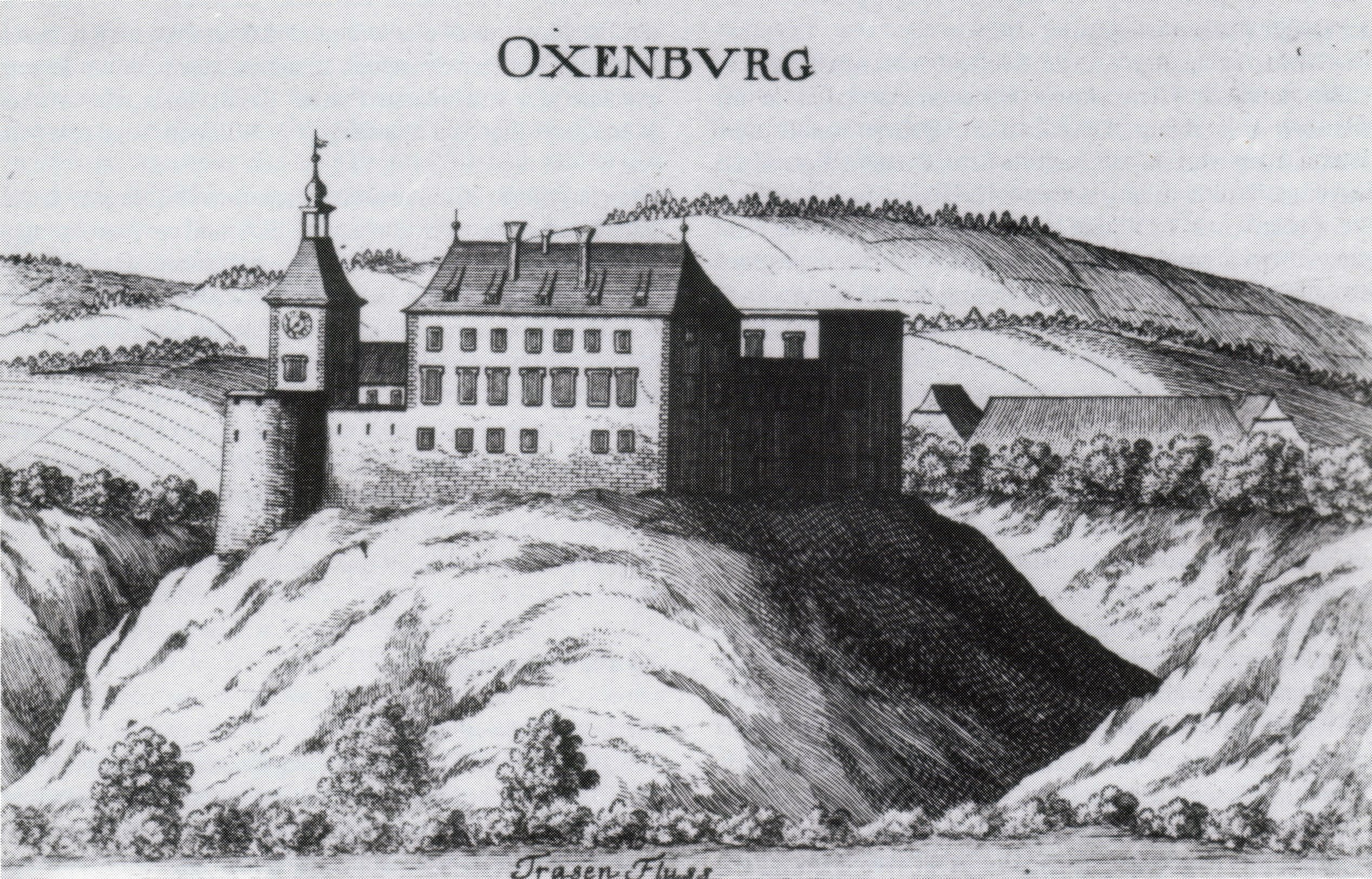
Schloss Ochsenburg im Jahr 1672, Stich von Georg Matthäus Vischer
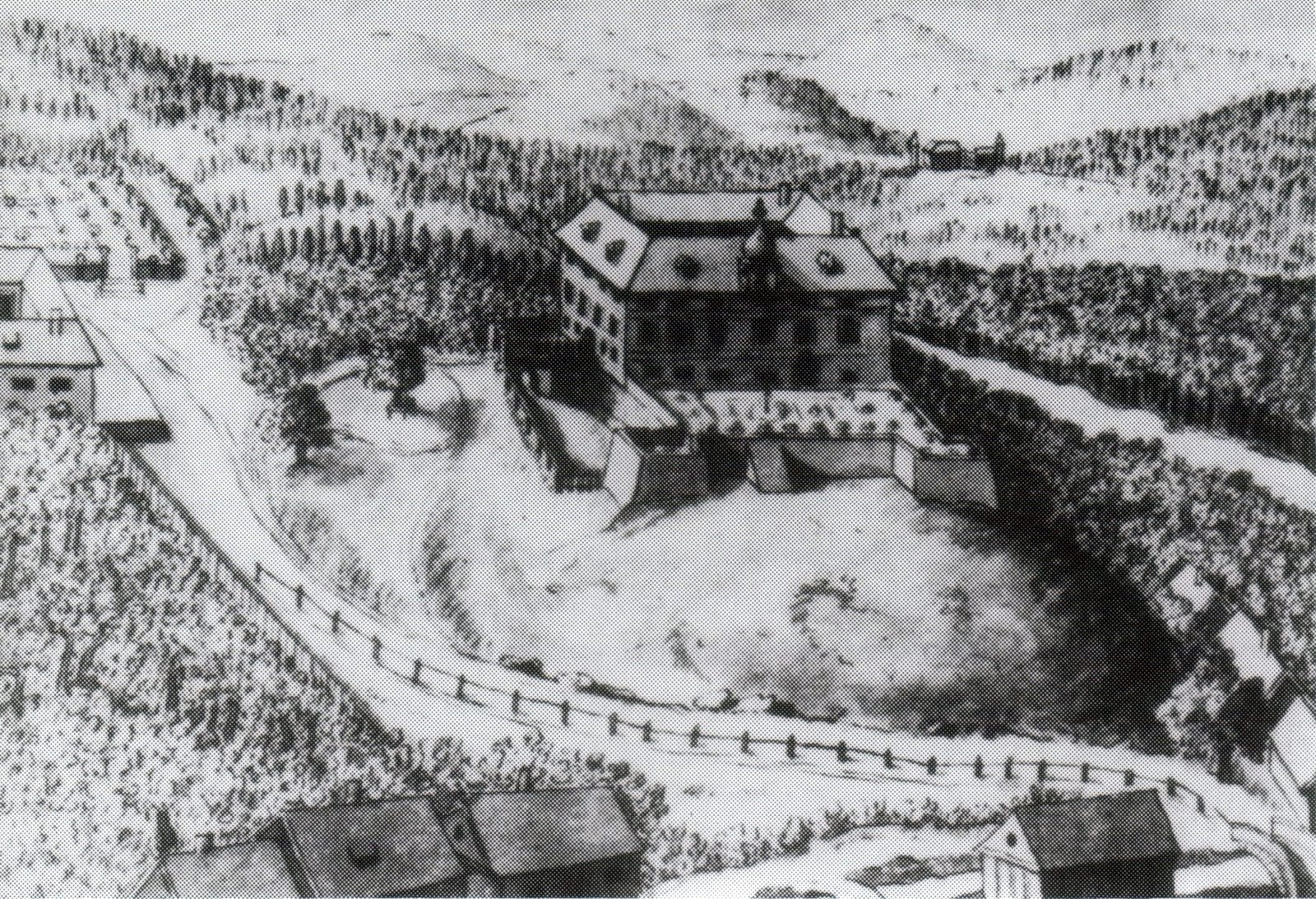
Ochsenburg im Jahr 1750, Stich von Aquilin Hacker